# 4-Methylphenylisobutylamine
4-Methylphenylisobutylamine (4-MAB), también conocida como 4-metilo-α-ethylphenethylamine, es un fármaco estimulante de la clase fenetilamina.